# Crassispira quadrifasciata
Crassispira quadrifasciata är en snäckart som först beskrevs av Reeve 1845.  Crassispira quadrifasciata ingår i släktet Crassispira och familjen Turridae. Inga underarter finns listade i Catalogue of Life.